# Théophile Mba Nteme
Théophile Mba Nteme (ou Mba Ntem) né en 1950 est un criminel gabonais condamné pour le meurtre d'André Ondo Ndong et de faits d'anthropophagie.
Ecroué le 27 avril 1988, il est condamné à la peine de mort l'année suivante. Sa peine est ultérieurement commuée en réclusion criminelle à perpétuité en 2010.
Il est l'un des plus vieux prisonniers du Gabon et d'Afrique.

## Les faits
André Ondo Ndong est professeur d'anglais au lycée d'Etat d'Oyem. Malade, il décide sur recommandation d'un proche de consulter un guérisseur, Théophile Mba Nteme résidant à Owendo près de la capitale gabonaise, dans l'espoir qu'il le soigne grâce à sa connaissance des plantes.
Mba Nteme mécanicien de ligne et conducteur d'engins sur rail à l'Octra, est adepte de la secte Alane Mvoe Ening dont le chef est Essono Mba Filomeno dit Assili Nssang Mvoe. Parallèlement à ses activités professionnelles, il possède un temple réputé où il exerce ses activités de tradipraticien depuis 1979. Il y reçoit souvent ses patients.
Durant les vacances de Pâques 1988, l'enseignant accompagné d'un de ses fils se rend à la capitale afin de rencontrer le guérisseur. Le tradipraticien recommande une initiation. Au cours de ce rite initiatique André Ondo Ndong ingère de l'iboga ce qui le rend très agité. Afin de le maitriser, le professeur est ligoté. Il est ensuite frappé puis son corps jeté.
Son corps est retrouvé dans un cours d'eau en état de décomposition avancé.

## Arrestation
Alors que le professeur n'est toujours pas revenu de son voyage sur la capitale, sa famille se lance à sa recherche. Etant informé que son frère était venu consulter Mba Nteme, Paul Nang Ndong son ainé, se rapproche des forces de police et leur fait savoir qu'il est passé par le temple du guérisseur. Questionnés, Mba Nteme et ses adeptes informent les policiers que le professeur et son fils sont retournés à Oyem après avoir été soigné.
C'est un enfant retrouvé sur place qui explique finalement aux Forces de l'Ordre, ce qu'il est advenu du professeur. Ce jeune garçon est en fait le fils du professeur Ondo Ndong qui est témoin oculaire. Le corps de l'enseignant est par la suite retrouvé après indication du lieu par un des adeptes.
Mba Nteme passe alors aux aveux. Lors de son interrogatoire il avoue également s'être livré à des actes de cannibalisme non seulement sur le professeur mais aussi sur six autres personnes.

## Procès et condamnation
Au terme d'un procès de trois jours, Mba Nteme est condamné à la peine capitale en novembre 1989.
À la suite de l'abolition de la peine de mort en République gabonaise en 2010, sa condamnation à mort est commuée en réclusion criminelle à perpétuité.
S'appuyant sur la loi autorisant la liberté conditionnelle aux détenus qui ont plus de 30 ans d'incarcération, il adresse une demande de mise en liberté en 2020 à Ali Bongo, président de la République. Sa demande reste sans réponse. Il demeure incarcéré à la Prison Centrale de Libreville.
Dans un entretien avec le président d'une association qui lutte pour les droits des personnes incarcérées, Mba Nteme revient sur son affaire et notamment ses aveux. Il dit être innocent et avoir été piégé par une autorité du pays, sans la citer, et reconnait toutefois le décès accidentel d'un de ses patients.

### Sources

#### Articles
- Mikeni-Dienguesse, « Après l'avoir drogué à l'Iboga, le charlatan tue et fait jeter son patient dans un ravin », L'Union, 21 avril 1988
- Mikeni-Dienguesse, « Des témoignages émouvants », L'Union, 22 avril 1988
- Louis de Dravo, Mikeni-Dienguesse, « Mba Ntem avoue avoir déjà mangé six personnes », L'Union, 26 avril 1988

#### Documentaire télévisé
- « Le gourou meurtrier » le 28 juillet 2022 dans Affaires mystiques présenté par Haussman Vwanderday sur Canal+ Pop